# Общество Блаженной Матроны Московской
О́бщество блаже́нной Матро́ны Моско́вской (рум. Asociaţia Fericita Maică Matrona) — организация, действующая в рамках Молдавской митрополии Русской Православной Церкви в Молдове.

## История возникновения
В конце 2002—2003 годах в православной молдавской общественности началось обсуждение идеи создания на основе уже существовавших церковных братств все-объединяющей, республиканской, православной ассоциации, которая имела бы в качестве целей миссионерскою деятельность в среде неправославных, катехизацию, защиту прав православного населения и т. д. Инициатива была поддержана главой Молдавской митрополии Русской Православной Церкви митрополитом Владимиром, и в 2003 году ассоциация была учреждена. В качестве небесного покровителя Общества была избрана Блаженная Матрона Московская. Председателем общества стала Лариса Буркэ, а духовником — протоиерей Анатолий Чибрик.

## Цели
Подробно цели существования Общества Блаженной Матроны Московской изложены в её «стратегическом плане», одобренным Молдавской митрополией Русской Православной Церкви и благословлённым Митрополитом Владимиром:
- Содействие осознанию православными христианами кардинальных вопросов периода в котором они живут.
- Защита морали детей от насилия западных суррогатов культуры, от насаждаемого псевдохристианского стиля жизни.
- Выражение протеста против глобализации. Аргументируя тем что каждый народ обладает правом данным ему от Бога защищать свою веру и своих ближних, отвергать законы, которые навязываются стране антихристанским Мировым правительством и не подчиняться им.
- Борьбу за право жить без идентификационного кода который ныне присваивается каждому гражданину в обязательном порядке.
- Оказание, в духе христианского милосердия, различной помощи сиротам, пожилым людям и др.
- Радение за выявление и опровержение всевозможных еретических течений (отклонение от церковных канонов).
- Строительство Храма-памятника Архивная копия от 12 марта 2011 на Wayback Machine (деревянного) в поминовении наших сродников-исповедников веры (во время коммунистического режима 1945—1989 гг. пострадавших) в честь иконы Божьей Матери «Всецарица» («Пантанасса»).
- Издание газеты «Тоака» («Било») Архивная копия от 15 марта 2011 на Wayback Machine отображающую, по их словам, мнение Церкви (Св. Соборов, Св. Отцов, старцев нашего времени), известных деятелей культуры и науки о современности, а также православный взгляд на события происходящие в нашей стране и в мире.

## Характеристика деятельности
Общество получило широкую известность благодаря конфликту его членов с российским миссионером протодиаконом Андреем Кураевым в Теологическом институте Кишинёва. Также общество провело антисемитскую акцию по случаю Хануки 13 декабря 2009 года, суть которой заключалась в демонтаже меноры из кишинёвского парка. Акция сопровождалась словами протоиерея Анатолия Чибрика:

Мы православная страна. Штефан чел Маре защищал нашу страну от всякого рода жидов, а они пришли и установили здесь свою менору. Это беззаконие. Нынешняя власть не должна была позволять такое в православной стране.
5 января 2011 года общество высказалось в поддержку митрополита Перейского Серафима, последние высказывания которого классифицировались главой Европейского еврейского конгресса (ЕЕК) Моше Кантором как антисемитские.

## Пожар в церкви
19 февраля 2011 года деревянная церковь в Кишинёве, настоятелем которой является духовник общества протоиерей Анатолий Чибрик, сгорела (предположительно от поджога).